# Первичная организация КПСС с правами районной
Первичные организации КПСС с правами районных — первичные отделения КПСС с правами местных отделений. Действовали на самых крупных заводах в каждом из районов или крупных городов. Входили в областную (краевую) организацию КПСС и как правило делилась на цеховые организации КПСС. 

## Руководство

### Конференция первичной организации КПСС
Конференция первичной организации КПСС (разг. «партконференция») — высший орган организации, избиравшийся общими собраниями цеховых организаций в неё входящих, в условиях запрета внутри КПСС фракций являлось не органом представительства членов партии, а инструментом реализации власти её руководящих органов, а конференция только утверждала проекты решений которые предлагались комитетом первичной организации;

### Комитет первичной организации КПСС
Комитет первичной организации КПСС (разг. «партком») — высший орган между её конференциями ею избираемый, в условиях запрета внутри КПСС фракций избрание членов комитета её первичной организации сводились к утверждению кандидатов рекомендованных бюро комитета первичной организации КПСС.

### Бюро комитета первичной организации КПСС
Бюро комитета первичной организации КПСС (разг. «бюро парткома») — высший орган между пленумами её комитета им избираемый, состояло из секретаря комитета первичной организации и членов комитета первичной организации, в условиях запрета внутри КПСС фракций избрание членов бюро комитета её первичной организации сводились к утверждению кандидатов рекомендованных им самим.

## Первичные организации КПСС при производственных колхозно-совхозных управлениях
Первичные организации КПСС при производственных колхозно-совхозных управлениях («парторганизации производственных колхозно-совхозных управлений») — первичные отделения КПСС с правами местных существовавшие в 1963-1965 гг. Заменили собой районные организации КПСС. Входили в сельские областные организации КПСС. После их упразднения вновь были заменены районными организациями КПСС.

## Первичные организации КПСС промышленных производственных зон
Первичные организации КПСС промышленных производственных зон («парторганизации промышленных производственных зон») — первичные отделения КПСС с правами местных существовавшие в 1963-1965 гг в городах районного подчинения и рабочих посёлках. Заменили собой районные организации КПСС. Входили в сельские областные организации КПСС. После их упразднения вновь были заменены районными организациями КПСС.